# K-11 (película)
K-11 es una película estadounidense estrenada en 2012. Fue dirigida por Jules Stewart y estelarizada por Goran Višnjić y Kate del Castillo.

## Argumento
Raymond Saxx Jr. (Goran Višnjić) es un poderoso productor de discos que se despierta de un apagón inducido por las drogas. La película comienza con Saxx en una prisión de Los Ángeles, tan drogado, que no puede ser cuestionado. Sin embargo, el guardia de la prisión, Johnson (D.B. Sweeney), parece tener un interés especial en él. Johnson soborna a un colega y lo pone en una celda para el bloque de celdas "K-11", para reclusos LGBT de los Estados Unidos. Con él está una joven transgénero que se hace llamar Butterfly (Portia Doubleday). Entre otros personajes, Saxx, conoce a una diva transgénero llamada Mousey (Kate del Castillo), quién gobierna con mano dura todo el lugar, y al corpulento abusador de niños Detroit (Tommy "Tiny" Lister). Al principio, los internos lo asustan y le repugnan, pero poco a poco comienza a disfrutar de su compañía. Hay un gran comercio de cocaína en el bloque de celdas, que está siendo introducida de contrabando por el guardia que puso a Saxx en K-11, el teniente Johnson. Cuando el capo de la droga, Ben (Jason Mewes), se niega a darle a Johnson una parte mayor de las drogas, se le coloca entre la población general. El teniente Johnson intenta violar a Saxx durante un motín causado por Mousey. Después de ser violada por Detroit dos veces, Butterfly lo asesina brutalmente con un par de hojas de afeitar y los otros reclusos la ayudan a esconder las armas y afirman no haber presenciado el incidente.
A Saxx le informan que está siendo acusado del asesinato de su socio, el compositor Ian Sheffield (Craig Owens), quien resultó tener una aventura con la esposa de Saxx. El abogado de Saxx le informa que su esposa, la única testigo de la muerte de Ian, quiere divorciarse de él, dejándolo con solo 30'000 dólares y su auto. Si Saxx no está de acuerdo, su esposa testificará que la muerte fue un asesinato; si firma, le dirá a la policía que la muerte fue un accidente. Saxx firma los documentos, sabiendo que será liberado pronto. Hace un trato con Mousey para vengarse del corrupto teniente Johnson antes de irse. Mousey tiene relaciones sexuales con Johnson y luego presenta una denuncia por violación en su contra. Johnson es acusado de violación y el asesinato de Detroit antes de ser detenido y puesto en una celda junto a Ben, quien implica que Johnson será castigado por otros presos. Para completar el trato, Saxx deposita 13,000 dólares en la cuenta de Mousey antes de ser liberado. Cuando es un hombre libre, sus únicos activos son 17,000 dólares y su automóvil. Cuando se sube a su coche de lujo, su primer paso es deshacerse de la droga escondida en el vehículo.

## Reparto
- Goran Višnjić - Raymond Saxx Jr.
- Kate del Castillo - Mousey
- D.B. Sweeney - Gerard Johnson
- Portia Doubleday - Butterfly
- Jason Mewes  - Ben
- Tommy "Tiny" Lister - Detroit
- Craig Owens - Ian Sheffield
- Kristen Stewart - Secretaria de Saxx (voz)

## Comentarios
K-11 fue anunciado en noviembre de 2008 con Jules Stewart para dirigir a su hija Kristen Stewart y su coprotagonista de The Twilight Saga: New Moon Nikki Reed. Pero ambos abandonaron la película más tarde debido a conflictos de programación con las películas de The Twilight.